# 宮上廉
宮上 廉（みやがみ れん、1997年5月15日 - ）は、トップイーストリーグAグループ横河武蔵野アトラスターズに所属するラグビー選手。

## プロフィール
- 東京都出身[1]。
- ポジションはフルバック (FB)。
- 身長: 178 cm、体重: 90 kg
- 7人制日本代表[2]。

## 略歴
9歳からラグビーを始める。
2016年佐賀工業高校で主将を務める。卒業後、帝京大学に入る。なお佐賀工業高校時代、高校日本代表候補に選ばれたことがある。
2020年帝京大学卒業後、東芝ブレイブルーパス (現・東芝ブレイブルーパス東京)に加入。
2024年8月、横河武蔵野アトラスターズに加入。